# Бърза паланка
Бърза паланка (на сръбски: Брза Паланка) е град, разположен на брега на река Дунав в община Кладово в Сърбия. До 1965 година е бил център на община, като след нейното разформироване повечето села и град Бърза паланка преминават към община Кладово, а три села преминават към община Неготин. Населението намалява бързо между 1991 (1183 ж.) и 2011 (860 ж.).
Според преброяването през 2002 година етническия състав е следният:
- Сърби 876	81,41%
- Власи 50	4,64%
- Румънци 10	0,92%
- Хървати 4	0,37%
- Черногорци 3	0,27%
- Българи 2	0,18%
- Чехи 1	0,09%
- Роми 1	0,09%
- Македонци 1	0,09%
- Албанци 1	0,09%
- Югославяни 1	0,09%
- неизвестни 15	1,39%.

През Бърза паланка преминава международния път от Кладово през Неготин за Брегово и Видин. Около града има места за отдих до брега на Дунав.